# Saint-Junien-Est (tổng)
Tổng Saint-Junien-Est là một tổng của Pháp tọa lạc tại tỉnh Haute-Vienne trong vùng Nouvelle-Aquitaine.

## Địa lý
Tổng này được tổ chức xung quanh Saint-Junien trong quận Rochechouart. Độ cao khu vực này là 157 m (Saint-Junien) đến 336 m (Javerdat) độ cao trung bình trên mực nước biển là 239 m.

## Hành chính
| Giai đoạn | Ủy viên          | Đảng | Tư cách                     |
| --------- | ---------------- | ---- | --------------------------- |
| 2004-2011 | Jean Của chambon | PS   | Thị trưởng Saint-Victurnien |
| 1973-2004 | Roland Mazoin    | ADS  | Thị trưởng Saint-Junien     |

## Phân chia đơn vị hành chính
| Xã                     | Dân số     | Mã bưu chính | Mã insee |
| ---------------------- | ---------- | ------------ | -------- |
| Javerdat               | 523        | 87520        | 87078    |
| Oradour-sur-Glane      | 2 025      | 87520        | 87110    |
| Saint-Brice-sur-Vienne | 1 396      | 87200        | 87140    |
| Saint-Junien           | 10 666 (1) | 87200        | 87154    |
| Saint-Martin-de-Jussac | 442        | 87200        | 87164    |
| Saint-Victurnien       | 1 458      | 87420        | 87185    |

(1) một phần của xã.

## Thông tin nhân khẩu
| 1962                                                     | 1968 | 1975 | 1982 | 1990 | 1999 |
| -------------------------------------------------------- | ---- | ---- | ---- | ---- | ---- |
| -                                                        | -    | -    | -    | -    | -    |
| Nombre retenu à partir de 1962 : dân số không tính trùng |      |      |      |      |      |